# Rio Ararat
O rio Ararat é um afluente do rio Yadkin e está localizado no sudoeste do estado da Virgínia e noroeste da Carolina do Norte, nos Estados Unidos da América. O rio Yadkin faz parte da bacia hidrográfica do rio Dee Pee, que flui para o Oceano Atlântico.
O rio Ararat nasce nas montanhas Blue Ridge, a sudoeste do Condado de Patrick, na Virgínia, e flui em direção ao sul no Condado de Surry, na Carolina do Norte, passando pela cidade de Mount Airy, onde se junta ao rio Yadkin, cerca de 5 milhas (8 km) a noroeste de East Bend. O rio apresenta grande variedade de trutas.

## Variações do nome
De acordo com o Sistema de Informação de Nomes Geográficos, historicamente o rio é também conhecido como:
- Rio Arrat
- Ararat Creek
- Rentfro Creek
- Rentfrows Creek
- Rio Tarrarat